# Ceraria kuneneana
Ceraria kuneneana är en tvåhjärtbladig växtart som beskrevs av Wessel Swanepoel. Ceraria kuneneana ingår i släktet Ceraria och familjen Didiereaceae. Inga underarter finns listade i Catalogue of Life.